# Сільверстоун
Сільверстоун (анг. Silverstone) — село в графстві Нортгемптоншир, Велика Британія.
Населення 1 989 осіб (станом 2001 рік).
Сільверстоун відомий за розташуванням автодрому Сільверстоун — відомої автоспортивної траси, на якій проводиться Гран-прі Великої Британії з 1950 року досі.

## Галерея

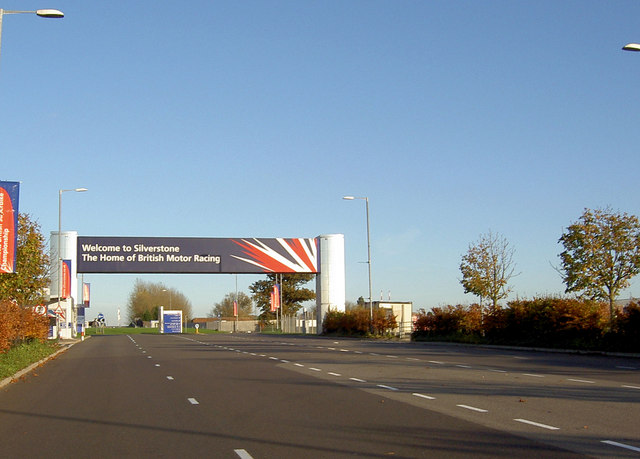
Головний в’їзд на автодром «Сільверстоун»
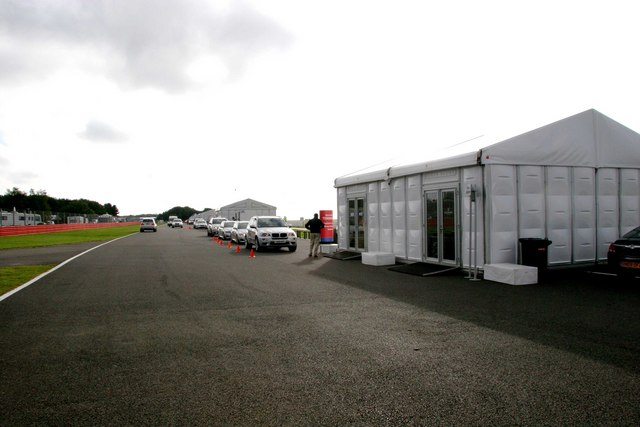
В’їзд на вертодром